# Paula Scher
Paula Scher (Washington, 6 ottobre 1948) è un'illustratrice, pittrice, insegnante e grafica statunitense. Laureata presso la Tyler School of Art di Philadelphia nel 1970, Scher fonda nel 1984 uno studio di design, disegna pubblicità e copertine discografiche per CBS e Atlantic, per poi unirsi a Pentagram nel 1991, diventandone la prima direttrice donna. Nel corso della sua carriera le sono stati conferiti oltre 300 premi. I suoi lavori sono in mostra al MoMA di New York, Museum für Gestaltung di Zurigo e presso il Library of Congress di Washington D.C.

## Biografia

### Gli esordi
Figlia di un ingegnere cartografo, Paula Scher si interessa alla cartografia in giovane età, in particolare quando suo padre le mostra alcune cartine aeree delle Montagne Rocciose; da allora Paula inizia a vedere quelle mappe come dei veri e propri capolavori, da cui trarrà forte ispirazione.
In un periodo di demoralizzazione e sconforto, causato da un lungo e monotono processo di creazione del nuovo logo per City Bank, Paula disegna la sua prima mappa riproducendo a memoria la cartina degli Stati Uniti, tanto da dimenticarsi alcuni stati. Comincia così a dipingere altre mappe, alcune delle quali raffigurano il mondo intero, altre ancora riportano i nomi delle città in punti consapevolmente errati. Questi dipinti nascono quindi con un intento ludico, che vuole separare la mente dell’artista da quel mondo che non le permette di esprimere a pieno la sua creatività. Paula comincia ad esporre le proprie tele al Maya Stendhal di New York e, vedendo che queste venivano apprezzate e acquistate così rapidamente, le viene chiesto di produrne altre per una nuova mostra;
Nonostante il ritmo di produzione più incalzante, la creazione delle mappe rimane per Scher un momento di evasione dai lavori che le vengono commissionati; il suo progetto personale dedicato alle mappe è quindi ancora vivamente attivo.
Le mappe grafiche di Paula Scher non hanno solo lo scopo di descrivere la geografia dello stato prescelto; l’artista sceglie infatti di enfatizzare la natura di ogni territorio nella sua dinamicità, cercando di sintetizzare l’identità di una data regione geografica.

### I metodi e le tecniche
Il suo lavoro di graphic designer è caratterizzato dall’uso non convenzionale dei caratteri tipografici, che li vede non solo come strumenti di scrittura ma, prima di tutto, come immagini e forme espressive: ciò si evince, ad esempio, dall’elaborazione di una nuova identità visiva per il Public Theatre di New York nel 1994 e dalla serie di manifesti per la rassegna Noise Funk; nel primo caso, utilizza lettere di diversi spessori e dimensioni, che rimandano alla varietà di attività proposte dal teatro. Nella seconda, si trova lo stesso concetto, sviluppato anche attraverso contrasti tra differenti blocchi di testo; il tutto forma un’unica composizione visiva che interagisce con una sola immagine di un ballerino che sottolinea la dinamicità dell’immagine.
Questo modello compositivo basato sul concetto della tipografia come immagine si ritrova anche nelle mappe che dipinge.
Le tecniche utilizzate da Paula Scher per restituire questa identità, sono circoscritte all’ambito analogico; il formato di quasi tutte le sue opere corrisponde a 91x60cm, anche se le più grandi possono raggiungere i 12 metri di altezza; esse vengono dipinte tramite l’utilizzo degli acrilici.
Progettare le mappe è per Scher un lavoro che richiede talvolta 6 mesi. Questo implica una attenta ricerca del colore e dei fattori identificativi dei paesi che rappresenta. Infatti, la sua volontà non è quella di creare delle mappe che siano corrette dal punto di vista morfologico; al contrario il suo intento è quello di evocare sensazioni, come se fossero vere e proprie opere d’arte. Il suo metodo progettuale-artistico quindi non implica precisione, al contrario enfatizza, con le parole, le dinamiche complesse di un territorio, le curiosità e le ansie. È un modo diverso di esplorare lo spazio, che include errori e stranezze. La ricerca delle fonti è lunga ma l’unione delle informazioni porta alla sintesi di elementi geografici e sociali; questa è quindi la nota distintiva del metodo di Paula Scher.

Un esempio si può avere dalla rappresentazione dell’Europa dipinta nel 2011: la parola stessa forma l’immagine finale: nei singoli Stati Scher dipinge i nomi delle città che gli appartengono; nei mari, inserisce in modo agerarchico e senza una logica precisa i nomi delle città e il fuso orario a cui appartengono. Scher sceglie inoltre di rappresentare le linee ferroviarie e degli autobus e, con dei piccoli pittogrammi, gli aeroporti internazionali; scelte riconducibili a quelle che un cartografo può fare per la realizzazione di una cartina politica

## Oltre la cartografia
Le mappe a cui Paula Scher dà vita sono quindi l’esempio perfetto di come la tipografia, oltre a veicolare informazioni nel modo più tradizionale, diventa parte fondamentale dell’immagine e gioca un ruolo di primo piano nella qualità visiva del risultato finale. Le mappe grafiche possono quindi essere definite come mezzi di comunicazione in cui la dimensione astratta e quella informativa coesistono, senza che la prima prevalga sulla seconda.

## Paula Scher e Doug McCune: due map artists a confronto
Lavori che si possono considerare agli antipodi di quelli di Paula Scher, sono le mappe realizzate da Doug McCune. McCune è un data artist di Portland: si occupa infatti di utilizzare dati di qualsiasi tipo per tradurli in opere visive, integrandoli con le mappe. Sotto questo aspetto è un modus operandi simile a quello di Paula Scher: entrambi partono da una mappa e da un insieme di dati; tuttavia, McCune lavora sia attraverso software, sia sperimentando con tecniche e supporti anaologici (legno, carta, ecc.), talvolta arrivando a creare opere tridimensionali.
Quindi, mentre per interpretare una mappa di Paula Scher bisogna andare a leggere le singole parole che compongono l’immagine, le rappresentazioni di McCune sono più astratte e necessitano di una spiegazione a priori che fornisca la chiave di lettura per ciò che si vede.
Di grande effetto è la rappresentazione dei crimini di San Francisco come montagne oppure “Under the Surface”, che attraverso la stratificazione di piani di legno opportunamente tagliati, ricrea una sorta di infografica.

## Opere
- Paula Scher, "Make it bigger", New York, Princeton Architectural Pr., 2006.